# Тороїдальний граф
Тороїдальний граф — це граф, який можна вкласти на тор; іншими словами, це — граф, вершини якого можна розмістити на торі так, що ребра не схрещуватимуться.

## Приклади
Будь-який граф, який можна вкласти у площину, також можна вкласти у тор. Тороїдальний будь-який граф із числом схрещень 1, наприклад: граф Хівуда, повний граф {\displaystyle K_{7}} (і як наслідок, {\displaystyle K_{5}} та {\displaystyle K_{6}}), граф Петерсена, один зі снарків Блануші та всі драбини Мебіуса. Деякі графи з великим числом схрещень також є тороїдальними, наприклад, граф Мебіуса — Кантора, який має число схрещень 4.

## Властивості
Хроматичне число будь-якого тороїдального графа не перевищує 7; прикладом тороїдального графа з хроматичним числом 7 є повний граф {\displaystyle K_{7}}. Хроматичне число будь-якого тороїдального графа без трикутників не перевищує 4.
Аналогічно теоремі Фарі, будь-який тороїдальний граф можна побудувати з ребрами у вигляді відрізків у прямокутнику з періодичними межами (тобто протилежні границі квадрата ототожнюються). Крім того, у цьому випадку може бути застосована теорема Татта.
Тороїдальні графи також допускають книжкове вкладення з максимум 7 листами.